# Pilarets oratori
Els pilarets oratori són un conjunt de pilars de Cervera (Segarra) protegits com a Bé Cultural d'Interès Local.

## Descripció

### Pilaret de Sant Antoni
Està relacionat amb l'existència de la font de Sant Antoni o font Guitarda. L'oratori, amb el parament arrebossat, està adossat a una paret de marge, és de planta rectangular i la fornícula del sant està protegida amb una reixa. La coberta és plana, de llosetes.

### Pilaret de la Mare de Déu del Pilar
Es tracta d'una construcció de planta semicircular i amb el parament arrebossat, l'oratori està situat sobre un podi que reprodueix el mateix perfil de la planta. La coberta està formada per una falsa cúpula i culminada per una creu de ferro. La fornícula o nínxol on s'encabeix la imatge forma un arc de mig punt. L'any 2005 se li col·locà una placa d'homenatge.

### Pilaret de la Mare de Déu de Montserrat
Està ubicat vora d'un camp de conreu de Castellnou d'Oluges, la seva construcció pertany a la mateixa tipologia de l'oratori de la Verge del Pilar vora del riu Ondara.

## Història
Aquests pilars, petits reductes de devoció esdevenen fites i guardians de camins, alhora que petits nuclis d'espiritualitat. Les motivacions constructives d'aquests elements eren d'índole religiosa i cultural, ja que s'erigien per tal de convidar a l'oració, com acció de gràcies. L'escultura d'un sant o marededeu en una font pot obeir al desig de què no s'acabi mai l'aigua, al costat d'un camp per a protegir la collita, com una fita, per protegir contra malalties, per a protegir els habitatges. A part de la representació de la Mare de Déu, els sants més freqüents són: Santa Bàrbara, Santa Magdalena, Sant Antoni o Sant Roc.